# Contas à Vida - Histórias do Tempo Que Passa
Contas à Vida - Histórias do Tempo que Passa é um livro escrito por Viriato Teles e publicado pela editora Sete Caminhos em 2005. Inclui entrevistas com diversas figuras públicas que viveram de forma participativa a revolução de 25 de Abril de 1974 , nomeadamente: Alberto Pimenta, Alice Vieira, António Pinho Vargas, Baptista-Bastos, Edmundo Pedro, Fausto Bordalo Dias, Fernando Relvas, Francisco Louçã, Isabel do Carmo, João Soares, José Mário Branco, José Medeiros, Luís Filipe Costa, Manuel Freire, Maria Teresa Horta, Mário Alberto, Padre Mário de Oliveira, Odete Santos, Otelo Saraiva de Carvalho e Vasco Gonçalves.